# Schietsport op de Gemenebestspelen 2010
De schietsport is een van de sporten die beoefend werden op de Gemenebestspelen 2010 in het Indiase Delhi. Het schietsporttoernooi vond van 5 tot en met 13 oktober plaats op de Dr. Karni Singh Shooting Range, met uitzondering van de wedstrijden met het groot kalibergeweer, die plaatsvonden op de "CRPF Campus".

## Medailles

### Medaillewinnaars

#### Mannen
| Onderdeel                             | Goud                                | Goud | Zilver                               | Zilver | Brons                                   | Brons |
| ------------------------------------- | ----------------------------------- | ---- | ------------------------------------ | ------ | --------------------------------------- | ----- |
| trap individueel                      | Aaron Heading                       | ENG  | Michael Diamond                      | AUS    | Manavjit Singh Sandhu                   | IND   |
| trap dubbel                           | Michael Diamond Adam Vella          | AUS  | Mansher Singh Manavjit Singh Sandhu  | IND    | Aaron Heading Dave Kirk                 | ENG   |
| dubbeltrap individueel                | Stevan Walton                       | ENG  | Ranjan Sodhi                         | IND    | Tim Kneale                              | IOM   |
| dubbeltrap dubbel                     | Steven Scott Stevan Walton          | ENG  | Asher Noria Ranjan Sodhi             | IND    | Seng Chye Benjamin Cheng Jie            | MAS   |
| skeet individueel                     | Richard Brickell                    | ENG  | Georgios Achilleos                   | CYP    | Andreas Chasikos                        | CYP   |
| skeet dubbel                          | Georgios Achilleos Andreas Chasikos | CYP  | Jason Hughes Caswell Richard McBride | CAN    | Clive Bramley Richard Brickell          | ENG   |
|                                       |                                     |      |                                      |        |                                         |       |
| 10m luchtpistool individueel          | Omkar Singh                         | IND  | Gai Bin                              | SGP    | Daniel Repacholi                        | AUS   |
| 10m luchtpistool dubbel               | Gurpreet Singh Omkar Singh          | IND  | Nick Baxter Michael Gault            | ENG    | Gai Bin Lim Swee Hon Nigel              | SGP   |
| 25m vuurpistool individueel           | Harpreet Singh                      | IND  | Vijay Kumar                          | IND    | Lip Poh                                 | SGP   |
| 25m vuurpistool dubbel                | Vijay Kumar Harpreet Singh          | IND  | Alan Earle Greg Yelavich             | NZL    | Gai Bin Meng Poh                        | SGP   |
| 25m snelvuurpistool individueel       | Vijay Kumar                         | IND  | Hasli Izwan Amir Hasan               | MAS    | Gurpreet Singh                          | IND   |
| 25m snelvuurpistool dubbel            | Vijay Kumar Gurpreet Singh          | IND  | Hafiz Adzha Hasli Izwan Amir Hasan   | MAS    | David Chapman Bruce Quick               | AUS   |
| 25m standaardpistool individueel      | Gai Bin                             | SGP  | Roger Peter Daniel                   | TRI    | Samaresh Jung                           | IND   |
| 25m standaardpistool dubbel           | Gai Gai Poh Lip Meng                | SGP  | Chandrasekhar Chaudhary Samresh Jung | IND    | Michael Gault Iqbal Ubhi                | ENG   |
| 50m pistool individueel               | Omkar Singh                         | IND  | Gai Bin                              | SGP    | Lim Swee Hon                            | SGP   |
| 50m pistool dubbel                    | Lim Swee Hon Gai Bin                | SGP  | Omkar Singh Deepak Sharma            | IND    | Roger Daniel Rhodney Allen              | TRI   |
|                                       |                                     |      |                                      |        |                                         |       |
| 10m luchtgeweer individueel           | Gagan Narang                        | IND  | Abhinav Bindra                       | IND    | James Huckle                            | ENG   |
| 10m luchtgeweer dubbel                | Abhinav Bindra Gagan Narang         | IND  | James Huckle Kenny Parr              | ENG    | Abdullah Hel Baki Md. Asif Hossain Khan | BAN   |
| 50m geweer drie houdingen individueel | Gagan Narang                        | IND  | Jonathan Hammond                     | SCO    | James Huckle                            | ENG   |
| 50m geweer drie houdingen dubbel      | Imran Hasan Gagan Narang            | IND  | James Huckle Kenny Parr              | ENG    | Jonathan Hammond Neil Stirton           | SCO   |
| 50m geweer liggend individueel        | Jonathan Hammond                    | SCO  | Warren Potent                        | NIR    | Matthew Hall                            | NIR   |
| 50m geweer liggend dubbel             | Jonathan Hammond Neil Stirton       | SCO  | Mike Babb Richard Wilson             | ENG    | David Clifton Warren Potent             | AUS   |

#### Vrouwen
| Onderdeel                             | Goud                          | Goud | Zilver                                | Zilver | Brons                         | Brons |
| ------------------------------------- | ----------------------------- | ---- | ------------------------------------- | ------ | ----------------------------- | ----- |
| trap individueel                      | Anita North                   | ENG  | Shona Marshall                        | SCO    | Gaby Ahrens                   | NAM   |
| trap dubbel                           | Stacy Roiall Laetisha Scanlan | AUS  | Abbey Burton Anita North              | ENG    | Cynthia Meyer Susan Nattrass  | CAN   |
|                                       |                               |      |                                       |        |                               |       |
| 10m luchtpistool individueel          | Pei Chin Bibiana Ng           | MAS  | Heena Sidhu                           | IND    | Dina Aspandiyarova            | AUS   |
| 10m luchtpistool dubbel               | Heena Sidhu Annuraj Singh     | IND  | Dina Aspandiyarova Pamela McKinzie    | AUS    | Lynda Hare Dorothy Ludwig     | CAN   |
| 25m pistool individueel               | Anisa Sayyed                  | IND  | Rahi Sarnobat                         | IND    | Pei Chin Bibiana              | MAS   |
| 25m pistool dubbel                    | Rahi Sarnobat Anisa Sayyed    | IND  | Linda Ryan Lalita Yauhleuskaya        | AUS    | Gorgs Geikie Julia Lydall     | ENG   |
|                                       |                               |      |                                       |        |                               |       |
| 10m luchtgeweer individueel           | Ser Xiang Wei Jasmine         | SGP  | Ayuni Halim                           | MAS    | Taibi Mohamed                 | MAS   |
| 10m luchtgeweer dubbel                | Ayuni Halim Suryani Mohamed   | MAS  | Cheng Jian Huan Ser Xiang Wei Jasmine | SGP    | Suma Shirur Kavita Yadav      | IND   |
| 50m geweer drie houdingen individueel | Alethea Sedgman               | AUS  | Ser Xiang Wei Jasmine                 | SGP    | Aqilah Binte Sudhir           | SGP   |
| 50m geweer drie houdingen dubbel      | Aqilah Sudhir Ser Xiang Wei   | SGP  | Tejaswini Sawant Lajjakumari Gauswami | IND    | Kay Copland Jen McIntosh      | SCO   |
| 50m geweer liggend individueel        | Jen McIntosh                  | SCO  | Tejaswini Sawant                      | IND    | Johanne Brekke                | WAL   |
| 50m geweer liggend dubbel             | Kay Copland Jen McIntosh      | SCO  | Sharon Lee Michelle Smith             | ENG    | Meena Kumari Tejaswini Sawant | IND   |

#### Open
| Onderdeel                | Goud                       | Goud | Zilver                | Zilver | Brons                     | Brons |
| ------------------------ | -------------------------- | ---- | --------------------- | ------ | ------------------------- | ----- |
| groot geweer individueel | Parag Patel                | ENG  | James Corbett         | AUS    | David Calvert             | NIR   |
| groot geweer dubbel      | Mike Collings John Snowden | NZL  | Angus McLeod Ian Shaw | SCO    | Parag Patel Jon Underwood | ENG   |

### Medaillespiegel
| Plaats | Land               | Goud | Zilver | Brons | Totaal |
| 1      | India              | 14   | 11     | 5     | 30     |
| 2      | Engeland           | 6    | 6      | 7     | 19     |
| 3      | Singapore          | 5    | 4      | 5     | 14     |
| 4      | Schotland          | 4    | 3      | 2     | 9      |
| 5      | Australië          | 3    | 4      | 4     | 11     |
| 6      | Maleisië           | 2    | 3      | 3     | 8      |
| 7      | Cyprus             | 1    | 1      | 1     | 3      |
| 8      | Nieuw-Zeeland      | 1    | 1      | 0     | 2      |
| 9      | Canada             | 0    | 1      | 2     | 3      |
| 9      | Noord-Ierland      | 0    | 1      | 2     | 3      |
| 11     | Trinidad en Tobago | 0    | 1      | 1     | 2      |
| 12     | Bangladesh         | 0    | 0      | 1     | 1      |
| 12     | Man                | 0    | 0      | 1     | 1      |
| 12     | Namibië            | 0    | 0      | 1     | 1      |
| 12     | Wales              | 0    | 0      | 1     | 1      |
| Totaal | Totaal             | 36   | 36     | 36    | 108    |

Atletiek · Badminton · Boksen · Boogschieten · Bowls · Gewichtheffen · Gymnastiek · Hockey · Netball · Rugby sevens · Schietsport · Schoonspringen · Squash · Synchroonzwemmen · Tafeltennis · Tennis · Wielersport · Worstelen · Zwemmen